# Tour de l'Horloge (Ténédos)
 (octobre 2022).
Pour les articles homonymes, voir Tour de l'Horloge.
La tour de l'Horloge (turc : Saat Kulesi) est une tour horloge située dans le district de Bozcaada, dans la province de Çanakkale, en Turquie. La structure, formée par l'ajout d'une horloge au clocher déjà existant de l'église de la Vierge Marie en 1897, est d'une hauteur de 28 mètres,,.